# 瞑想する聖フランチェスコ (カラヴァッジョ)
『瞑想する聖フランチェスコ』（めいそうするせいフランチェスコ、伊: San Francesco in meditazione、英: Saint Francis of Assisi in Meditation）は、イタリア・バロック期の巨匠ミケランジェロ・メリージ・ダ・カラヴァッジョがキャンバス上に油彩で制作した絵画である。カラヴァッジョの作品であるということが認められるのに時間がかかったが、現在ではほとんどの研究者にカラヴァッジョの作品として認められており、おそらく真筆である。しかし、制作年は不詳で諸説があり、研究者たちの間で統一した見解は得られていない。作品は1879年にフィリッポ・アーラ・ポンツォーネ侯爵により寄贈されて以来、クレモナにあるアーラ・ポンツォーネ市立美術館に所蔵されている。

## 作品
この絵画の制作経緯は不明であるが、額縁にクレモナのアーラ家の紋章があることから、高位聖職者であったベネデット・アーラが注文主であったのではないかといわれている。彼がこの絵画をクレモナに持ち帰り、ポンツォーネ家との婚姻によりアーラ・ポンツォーネ家に伝わることになったと思われる。ベネデット・アーラは1604年から1610年までローマのゴヴェルナトーレ (知事) を務めた人物であるが、クレモナもカラヴァッジョの故郷カラヴァッジョ (ベルガモ県) もロンバルディア地方にあり、ベネデット・アーラが人脈によりカラヴァッジョを知っていた可能性は十分考えられる。
カラヴァッジョは1605年5月に剣の不法携帯で逮捕された時、ゴヴェルナトーレから口頭で許可をもらっていると主張して釈放されているので、この時にはすでにベネデット・アーラと接触があったのかもしれない。そして、ベネデット・アーラが本作の注文主であるならば、1604年以降に描かれた可能性が高い。あるいは、1606年5月にラヌッチョ・トマッソーニを殺害したカラヴァッジョがローマ追放に対する恩赦を願って、ベネデット・アーラにこの絵画を贈ったという可能性も十分に考えられる。
聖フランチェスコは1181年にアッシジに生まれた。もともと裕福な商人の息子であったが、財産の相続を放棄し、信仰の道に入った。1224年、彼は聖痕を受ける奇跡を経験し、イエス・キリストと同じ傷を持った。
聖フランチェスコは対抗宗教改革以来しばしば描かれ、カラヴァッジョも生涯にわたって聖フランチェスコを描き続けた。本作は『瞑想する聖フランチェスコ』と呼ばれるのが一般的であるが、『祈る聖フランチェスコ』と呼ばれることもある。カプチン会派の衣装を着けた聖フランチェスコは両手を組み、皺を寄せた顔をそこに載せ、深い瞑想に沈む (あるいは祈る) 姿で表されている。手前には髑髏と開かれた聖書があり、聖書の上には磔刑像が置かれている。背景には洞 (うろ) のある木が見えるが、同様の木は『洗礼者ヨハネ』 (コルシーニ絵画館、ローマ) にも登場する。抑制された色彩による暗色の画面では、聖なる光が聖フランチェスコの顔と髑髏、そして聖書の右半分を照らしている。
アーラ・ポンツォーネ市立美術館では1930年ごろ、この作品を「聖フランチェスコの服装をした自画像」として展示していたという。このことからもわかる通り、本作には自画像的要素があるとしばしば指摘されてきた。聖フランチェスコはカラヴァッジョの描いた聖フランチェスコの中でも最も激しい感情を示しており、画家が自身の犯した行為への反省と追放刑の解除への望みを暗示しているという解釈は魅力的である。そうした自己意識はカラヴァッジョを特徴づけるものでもある。
様式的に、本作は荒々しい筆触で描かれ、カラヴァッジョの最晩年に位置づけられるという見方がある。一方、研究者ジャンルーカ・フォルジオーネ (Gianluca Forgione) は「より自由で表現的だが、まだマルタ島以降の作品のような速記的、あるいはポシェット (準備画) 的ではない」と述べている。なお、作品の保存状態はよくない。

## ギャラリー

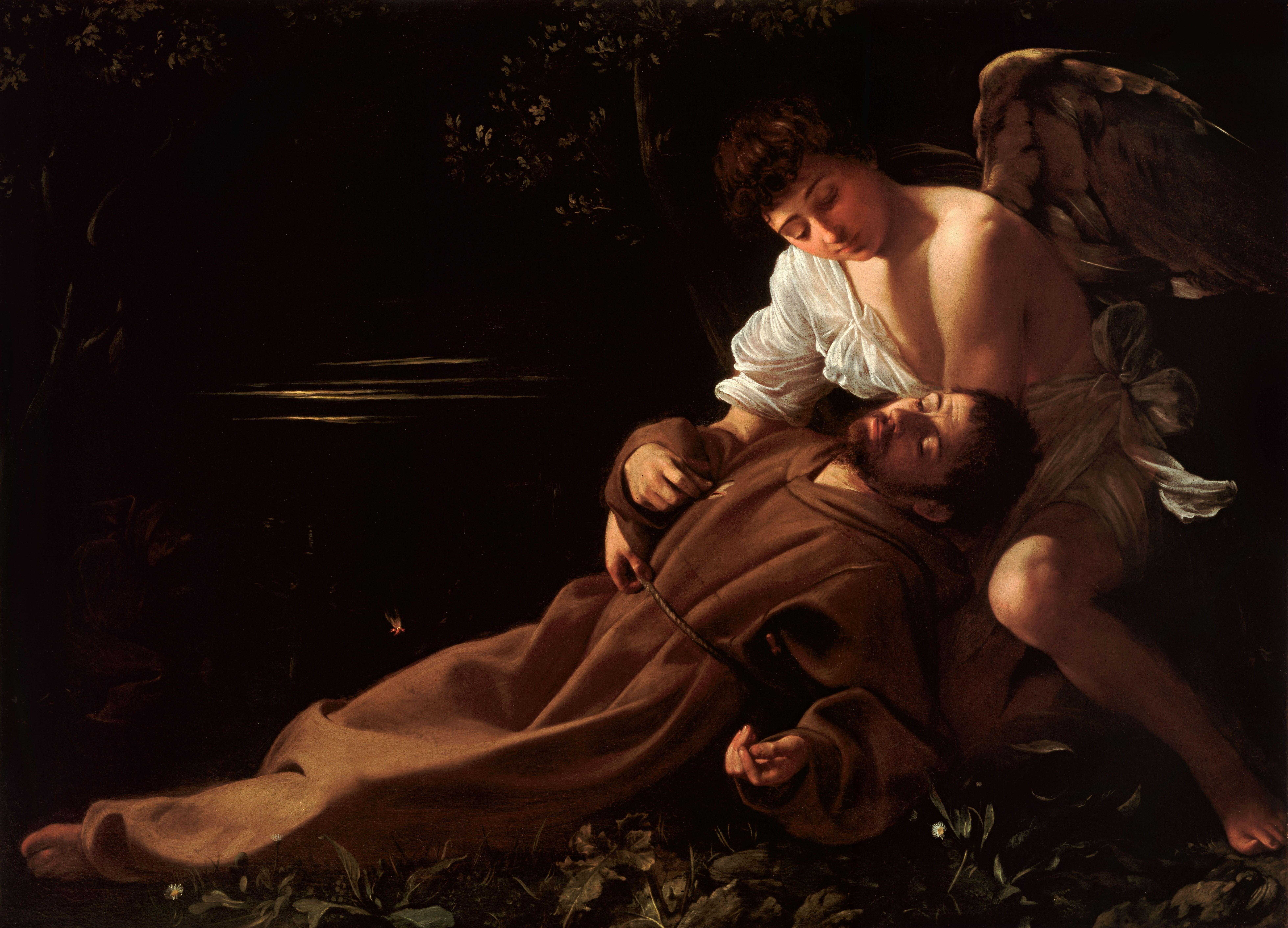
カラヴァッジョ『法悦の聖フランチェスコ』(1595年ごろ)、ネルソン・アトキンス美術館、ハートフォード (コネチカット州)
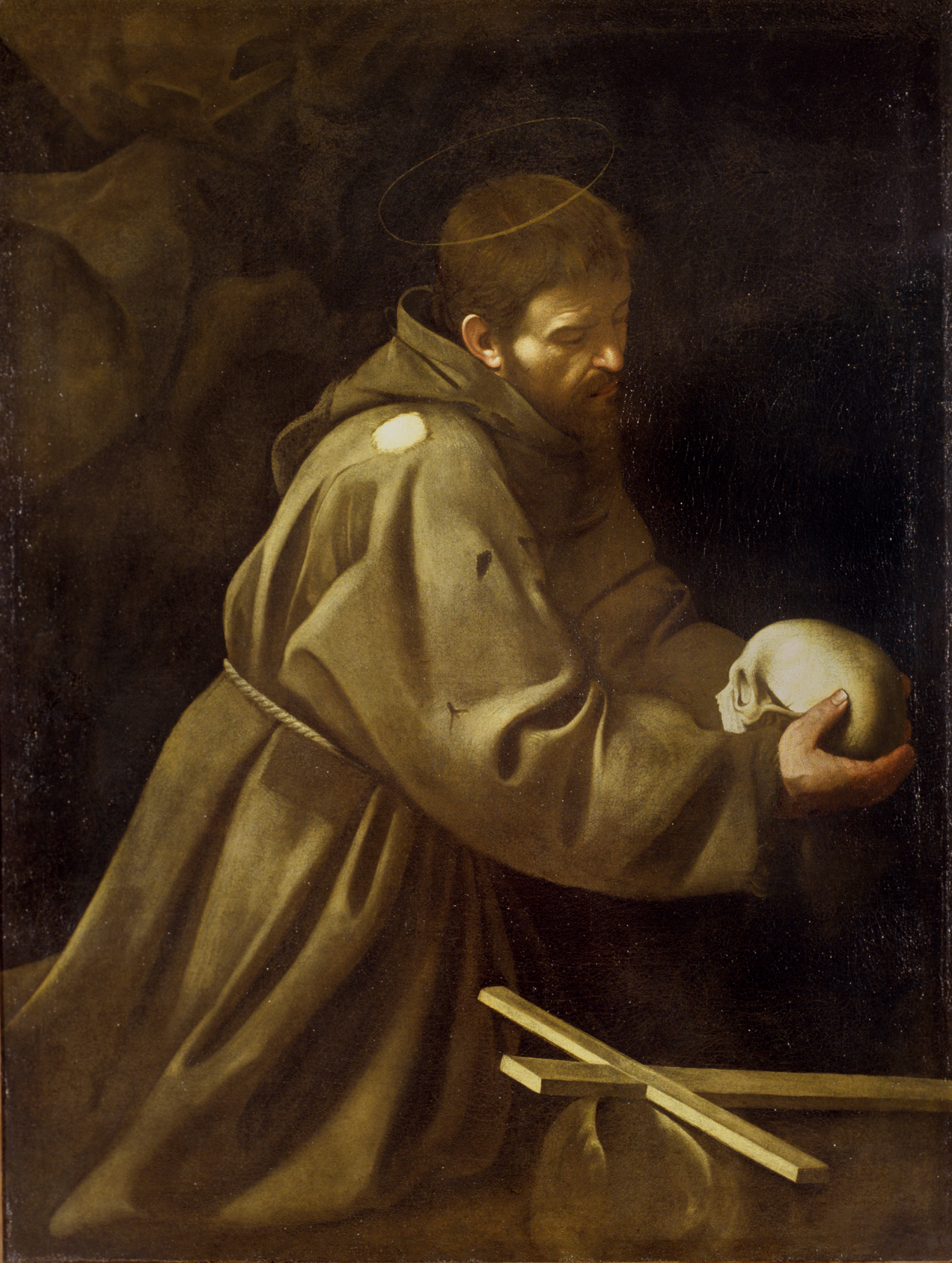
カラヴァッジョ『祈る聖フランチェスコ』 (1602-1604年ごろ)、バルべリーニ宮国立古典絵画館、ローマ
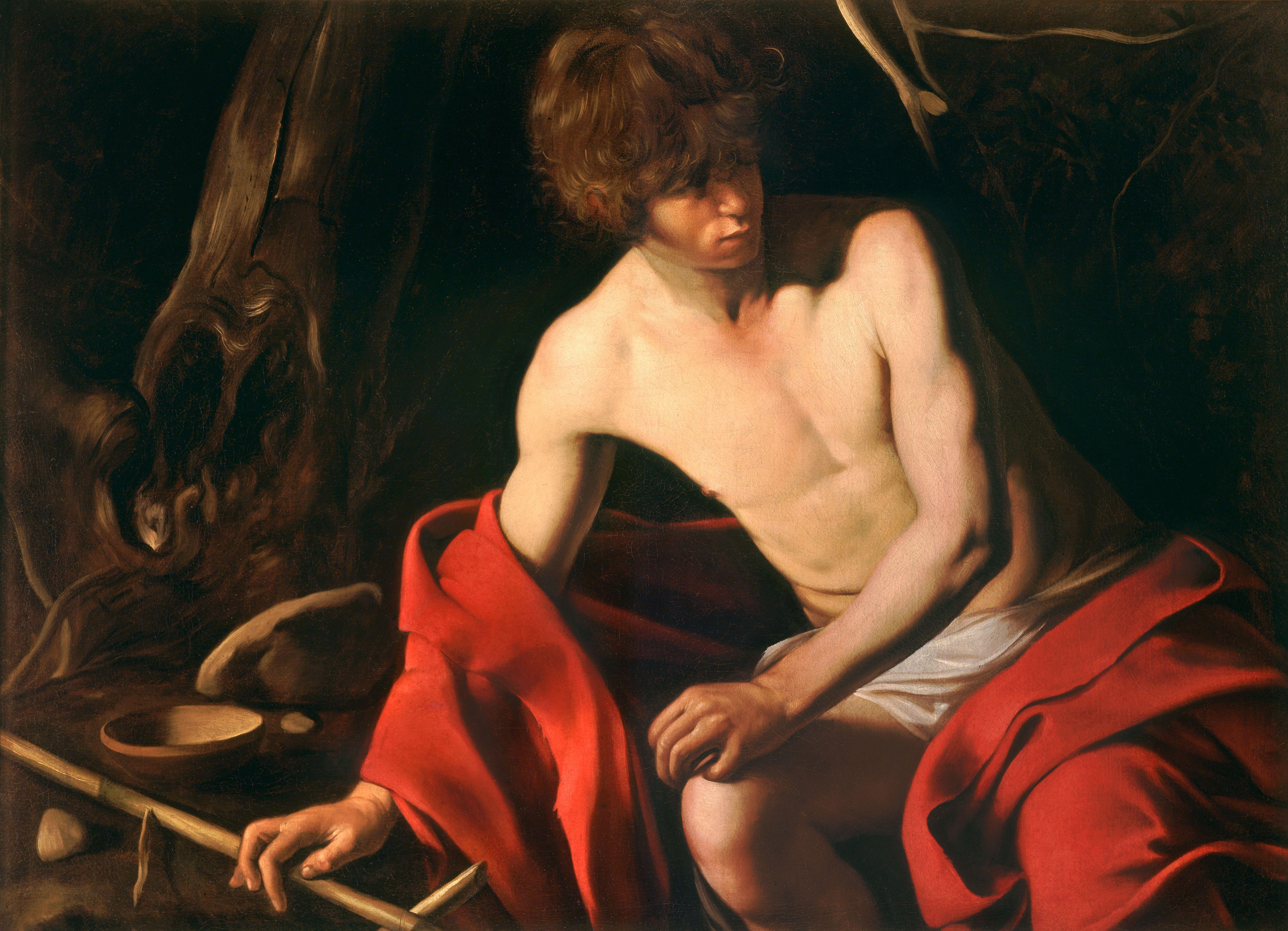
カラヴァッジョ『洗礼者ヨハネ』 (1604-1606年)、コルシーニ絵画館（英語版）、ローマ